# Jajarm
Jajarm este un oraș din Iran.